# Касрік (Урмія)
Касрік (перс. قصریک) — село в Ірані, входить до складу дехестану Ровзех-Чай у Центральному бахші шахрестану Урмія провінції Західний Азербайджан.